# Stade Gelora-Bung-Tomo
Le stade Gelora Bung Tomo (en indonésien: Stadion Gelora Bung Tomo) est un stade omnisports situé à Surabaya, la capitale de la province indonésienne de Java oriental. Il peut accueillir 80 000 personnes maximum.

## Histoire
Ouvert en 2010, le stade est fermé un an plus tard après la découverte d'énormes fissures sur le façade du bâtiment et de ses piliers, causées par la mauvaise qualité des matériaux et du terrain jugé très boueux. Les autorités envisagent alors de détruire l'enceinte, mais prendront leur décision après l'examination complète des défauts.